# Coppa Sabatini 2009
La Coppa Sabatini 2009, cinquantasettesima edizione della corsa e valevole come prova del circuito UCI Europe Tour 2009 categoria 1.1., i svolse l'8 ottobre 2009 per un percorso totale di 199 km. Fu vinta dal belga Philippe Gilbert che giunse al traguardo con il tempo di 4h37'39", alla media di 43,004 km/h.
Presero il via a Peccioli 111 ciclisti, 24 di essi tagliarono il traguardo.

## Ordine d'arrivo (Top 10)
| Pos. | Corridore            | Squadra       | Tempo    |
| ---- | -------------------- | ------------- | -------- |
| 1    | Philippe Gilbert     | Silence       | 4h37'39" |
| 2    | Giovanni Visconti    | ISD-Neri      | s.t.     |
| 3    | Leonardo Bertagnolli | Diquigiovanni | s.t.     |
| 4    | Davide Malacarne     | Quick Step    | s.t.     |
| 5    | Miguel Ángel Rubiano | C. Calzatura  | s.t.     |
| 6    | Domenico Pozzovivo   | CSF Group     | s.t.     |
| 7    | Marcello Pavarin     | CSF Group     | s.t.     |
| 8    | Alessandro Bertolini | Diquigiovanni | s.t.     |
| 9    | Luca Mazzanti        | Katusha       | s.t.     |
| 10   | Luca Solari          | Diquigiovanni | s.t.     |